# Andro Vlahušić
Andro Vlahušić (Imotica, 17. svibnja 1960.) hrvatski je političar i gradonačelnik Dubrovnika od 2009. do 2016.

## Životopis
Andro Vlahušić je liječnik specijalist interne medicine, endokrinolog i političar. Političku karijeru je započeo 1997. godine kao vijećnik u Dubrovačko-neretvanskoj županiji. Od 2000. do 2001. godine je bio zastupnik u Hrvatskom saboru, a kao član koalicijske stranke HNS od 2001. do 2003. godine bio je ministar zdravstva Republike Hrvatske. Nakon isteka mandata se vratio u Dubrovnik gdje je od 2006. do 2009. godine bio ravnatelj dubrovačke opće bolnice Dubrovnik. Na prvim neposrednim izborima za gradonačelnika Dubrovnika kandidirao se 2009., a nakon što je prošao prvi, osvojivši 42,91% glasova, u drugom je krugu pobijedio dotadašnju gradonačelnicu Dubravku Šuicu (39,11% glasova u prvom krugu) te postao prvi neposredno izabrani gradonačelnik Dubrovnika. Isti rezultat ostvario je i na sljedećim lokalnim izborima, 2013. godine, gdje je u prvom krugu osvojio 31,76% glasova, a u drugom krugu pobijedio HDZ-ovog kandidata Tea Andrića, koji je dobio 25,92% glasova u prvom krugu. 2013. godine biva biran za predsjednika dubrovačke podružnice HNS-a, a povlači se s mjesta predsjednika Županijske organizacije HNS-a Dubrovačko-neretvanske. Iste godine biva imenovan članom Predsjedništva Hrvatske narodne stranke - liberalnih demokata.
Kao gradonačelnik Dubrovnika, povukao je mnoge kontroverzne poteze. Najviše se pisalo o aferi Šipan, za koju je 16.12.2014. i pravomoćno osuđen na 6 mjeseci uvjetno, uz rok kušnje od 3 godine, te o Dubrovačkom dogovoru, interesnom savezu stranaka nazivno suprotnih političkih orijentacija (HDZ, HNS, SDP) čiji je jedini cilj bio progurati apartmanski projekt UPU Srđ. No, ubrzo nakon ispunjanja cilja, nepomirljive razlike unutar te koalicije isplivavaju na površinu, te 5.12.2014. gradsko vijeće odbija prihvatiti predloženi proračun i time smjenjuje Vlahušića s mjesta gradonačelnika.
U drugom krugu izvanrednih izbora 22.03.2015, tijesnom pobjedom od 472 glasa ispred kandidata HDZa Mata Frankovića, Andro Vlahušić je ponovo postao gradonačelnik Dubrovnika, pobijedivši HDZ-ovog kandidata po treći put u šest godina, i tako još uvijek ostao jedini neposredno birani gradonačelnik Grada pod Srđem. 21.12.2016. Gradsko vijeće ponovo ruši Proračun grada Dubrovnika, odbija prihvatiti Odluku o privremenom financiranju od 1. siječnja do 31. ožujka 2017. godine i time prestaje mandat Gradskom vijeću i gradonačelniku te Vlada RH imenuje povjerenika koji će do izbora u svibnju 2017. upravljati gradom.
Zbog izmjena Zakona o lokalnim izborima15.12.2016, kojim se pravomoćno osuđenim osobama zabranjuje kandidiranje na lokalnim izborima, Andro Vlahušić neće moći biti biran na lokalnim izborima 21.5.2017, te time završava njegova gotovo osmogodišnja vladavina Dubrovnikom.  

## Politička karijera
- 1997. – 2000. Vijećnik u Županiji, predsjednik županijske Skupštine i član županijskog poglavarstva za zdravstvo i socijalnu pomoć
- 2000. – 2001. Zastupnik u hrvatskom Saboru
- 2001. – 2003. Ministar zdravstva u Vladi Republike Hrvatske
- 2005. – 2008. Predsjednik kluba vijećnika HNSa Gradskoga vijeća Dubrovnik
- 2006. – 2008. Član Županijskoga poglavarstva za zdravstvo, socijalnu skrb i branitelje
- 2005. – 2013. Predsjednik Županijskoga vijeća HNS-a
- 2009. – 2016. Gradonačelnik Dubrovnika
- 2013.-i dalje Predsjednik HNS-ove podružnice Dubrovnik
- 2013.-i dalje Član Predsjedništva HNS-a

## Nagrade i priznanja
- Povelja Republike Hrvatske, član vodstva Konvoja za Novu Bilu 1993.[1]
- Red Danice hrvatske s likom Katarine Zrinske 1998.[1]